# 山口祐一郎
山口 祐一郎（やまぐち ゆういちろう、1956年10月5日 - ）は、日本のミュージカル俳優。芝中学校・高等学校卒業。明治大学法学部中退。中央大学法学部通信教育課程卒業。身長186cm、血液型O型。

## 来歴・人物
鹿児島県生まれ、東京都育ち。両親の離婚トラブルで、2度親権が変わる環境のもとで育った。
1979年、劇団四季に入団。ミュージカル『コーラスライン』のオーディションに、合唱のオーディションと間違えて応募。ダンスができないため不合格となったものの、演出家の浅利慶太から声をかけられ研究生となった後に入団した。
1981年、『ジーザス・クライスト＝スーパースター』ジーザス役にて主演デビュー。1996年に劇団四季を退団する。在団中の代表作に、『ジーザス・クライスト＝スーパースター』ジーザス役、『オペラ座の怪人』のファントム役、ラウル子爵役などがある。
劇団四季退団後は、主に東宝ミュージカルを中心に出演している。代表作は『レ・ミゼラブル』のジャン・バルジャン、『エリザベート』のトート、『ダンス・オブ・ヴァンパイア』のクロロック伯爵など。
1998年、NHK大河ドラマ『徳川慶喜』の原市之進役でテレビドラマ初出演。
2004年、第29回菊田一夫演劇賞演劇大賞を受賞。
2013年、舞台『レ・ミゼラブル』のジャン・バルジャン役が決定していたが、体調を整えるため休養を取ることとなり降板。2014年の『クリエ・ミュージカル・コレクション』にて1年半振りに復帰した。
2013年4月、中央大学法学部通信教育課程に入学、2023年3月に卒業した。進学のきっかけに、幼少期の「自分の名前」を書き直させられた経験、今日のハラスメント対策として行われているリスペクト・コミュニケーション研修への関心、経営者としてのより良い対応力、突然の長期休養などを挙げている。

## 出演作品

### 舞台（劇団四季時代）

#### ミュージカル
- ジーザス・クライスト=スーパースター（ジーザス）
- オペラ座の怪人（初出演時はラウル子爵 / 後・ファントム）
- キャッツ（ラム・タム・タガー）
- コーラスライン（ボビー）
- エビータ（初出演時はアンサンブル、後・ペロン）
- ドリーミング（火の精）
- ウエストサイド物語（トニー）

#### ファミリーミュージカル
- 雪ん子（葬儀屋黒兵衛）
- 王様の耳はロバの耳（王様）
- 王子と乞食（アンサンブル）
- うたはともだち（音楽の精フォルテ）
- アルトハイデルベルク（カールハインツ皇太子）
- ジョン万次郎の夢（ホイットフィールド船長役 / 島津斉彬）

#### ストレートプレイ
- エクウス（馬役 / ナジェット）
- 永遠の処女 テッサ（ルイス）
- オンディーヌ（ベルトラン / 騎士ハンス） ※榎木孝明とハンス、ベルトランを交互に演じている
- 間奏曲（幽霊）
- スルース (探偵)（ミロ）
- ハムレット（フォーティンブラス / ハムレット）
- 幻の殺人者（看護人）
- キスへのプレリュード（ピーター）
- ひばり（ウォーリック伯爵）

#### その他
- 35ステップス〜創立35周年記念公演（シンガー）
  - 35ステップス〜オータム〜〜創立35周年記念公演
- ロイド･ウェバーコンサート〜大阪フィルハーモニー交響楽団とのジョイント（シンガー）

### 舞台（劇団四季退団後）

#### ミュージカル・ストレートプレイ
- レ・ミゼラブル（1997年 - 2011年、ジャン・バルジャン）
- ローマの休日（1998年 - 2000年、ジョー・ブラッドレー）
- カンパニー 〜結婚しない男〜（1999年、ロバート）
- エリザベート（2000年 - 2012年、トート）
- 風と共に去りぬ（2001年、レット・バトラー）
- モーツァルト!（2002年 - 2024年、コロレド大司教）
- そして誰もいなくなった（2003年・2005年、ロンバート）
- ダンス・オブ・ヴァンパイア（2006年 - 2025年、クロロック伯爵）[5]
- マリー・アントワネット（2006年・2007年、カリオストロ）
- レベッカ（2008年・2010年・2018年、マキシム）
- パイレート・クィーン（2009年・2010年、ティアナン）
- 三銃士（2011年、リシュリュー枢機卿）
- レディ・ベス（2014年・2017年、ロジャー・アスカム）
- 貴婦人の訪問（2015年・2016年、アルフレート）
- エドウィン・ドルードの謎（2016年、市長 / 座長）
- 王家の紋章（2016年・2017年・2021年、イムホテップ）
- マディソン郡の橋（2018年、ロバート）
- 笑う男（2019年・2022年2月ウルシュス）
- ヘアスプレー（2020年・2022年９月予定、エドナ） ※2020年は新型コロナウィルスの影響により全公演中止[6]
- オトコ・フタリ（2020年、禅定寺恭一郎）
- キングダム（2023年2月、王騎）
- 家族モドキ（2023年7月－8月、高梨次郎）
- ケイン&アベル（2025年、デイヴィス・リロイ）[7]

### テレビドラマ
- 大河ドラマ（NHK）
  - 徳川慶喜（1998年） - 原市之進 役
  - 葵 徳川三代（2000年） - 島津豊久 役
  - 利家とまつ（2002年） - 佐々成政 役
  - 篤姫（2008年） - 島津久光 役
- 魔女の条件（1999年） - 五代優 役
- 昨日の敵は今日の友（2000年） - 小川晃一 役
- オヤジぃ。（2000年） - 松島 役
- 藤沢周平の人情しぐれ町（2001年） - 栄之助 役
- FACE〜見知らぬ恋人〜（2001年、日本テレビ） - 岡田貢 役
- 恋を何年休んでますか（2001年、TBS） - 会田一郎 役
- 百年の物語 大正編（2002年、TBS） - 横山平吉 役
- 明智小五郎対怪人二十面相（2002年、TBS） - 殿村浩三 役
- 女神の恋（2003年） - 小田龍之介 役
- 大化改新（2005年、NHK） - 山背大兄皇子 役
- あの戦争は何だったのか 日米開戦と東條英機（2008年、TBS） - 近衛文麿 役
- 探偵Xからの挑戦状! Season3「ビスケット」（2011年4月28日、NHK） - 巫弓彦 役
- 極北ラプソディ（2013年、NHK） - 速水晃一 役
- 定年女子（2017年、NHK BSプレミアム） - 藤原丈太郎 役

### CM・広告
- アース製薬「アース渦巻き香」（2011年 - 2017年）
- アース製薬「アース ノーマット」（2012年 - 2017年）

### テレビアニメ
- アガサ・クリスティーの名探偵ポワロとマープル（2004年、NHK） - ホイットフィールド弁護士

### ラジオドラマ
- NHKオーディオドラマ FMシアターLET IT PON!〜それでええんよ〜(2012年2月4日、NHK-FM）　今野ヒトシ役

## 音楽

### CD
- キャッツ・オリジナルキャスト（ラム・タム・タガー）
- 35ステップス（ゲッセマネの園、パリ　変わらぬ　パリ）
- エビータ・オリジナルキャスト（アンサンブル）
- オペラ座の怪人・オリジナルキャスト（ラウル子爵）＜廃盤＞
- オペラ座の怪人・ロングランキャスト（ファントム）
- ローマの休日（ジョー・ブラットレー）
- エリザベート・ハイライト　スタジオ録音盤（トート）
- エリザベート・ライブ・山口トート版（トート）
- 風と共に去りぬ（バトラー）
- モーツァルト・井上版（コロレード大司教）＜廃盤＞
- モーツァルト・中川版（コロレード大司教）＜廃盤＞
- モーツァルト・スタジオ録音盤（コロレード大司教 ）
- レ・ミゼラブル・2003年公演キャスト盤・山口版（ジャン・バルジャン）
- エリザベート・2004年公演ハイライト・ライヴ録音盤（トート）
- ダンス・オブ・ヴァンパイア・2006年公演ハイライト・ライヴ録音盤（クロロック伯爵）
- マリー・アントワネット・ハイライト・ライヴ録音盤（カリオストロ）
- レベッカ・ハイライト　スタジオ録音盤（マキシム）
- レディ・ベス　ハイライト・ライブ録音盤（ロジャー・アスカム）

### DVD
- M.クンツェ＆S.リーヴァイの世界～2nd Season～ウィーン・ミュージカルコンサート・東京国際フォーラムキャスト版（2012年3月収録）
- モーツァルト!・井上芳雄ver.山崎育三郎ver.（2014年12月収録）

### コンサート
- Thank you! Broadway!（チャリティーコンサート）
- Ｍ.クンツェ＆Ｓ.リーヴァイの世界 クリエ ミュージカル・コンサート
- Ｍ.クンツェ＆Ｓ.リーヴァイの世界～2nd Season～ウィーン・ミュージカルコンサート
- クリエ・ミュージカル・コレクション
- クリエ・ミュージカル・コレクション２
- クリエ・ミュージカル・コレクション３
- Yuichiro & Friends 2[8]